# Ночь и Холод
«Nachts steht Hunger» (с нем. — «Ночь и голод») — это песня для немецкого молодёжного движения. Впервые она была опубликована в 1934 году в книге Гюнтера Вольфа «Песни трактата». Автор текста и мелодии неизвестен, есть подозрение, что она создана в традициях Карла Христиана Мюллера и её автором является Эрих Шольц.

## История
Это была песня для немецкого молодёжного движения. Песня о побежденной Западнорусской Добровольческой армии, которая сражалась против РСФСР вместе с Фрайкором (Железная дивизия) в Прибалтике в 1918—1919 годах. Западнорусская Добровольческая армия состояла из освобожденных русских военнопленных и была создана Германской империей до конца войны. По словам Вернера Ангресса, песня «Nachts steht Hunger» прославляет хор донских казаков Сергея Жарова. По словам Томаса Пеффермана, песня ставит белоэмигрантов «самих участников Белого движения, которые потеряли Российскую империю в результате победы революции, и в последней строфе иностранцы должны зарабатывать себе на жизнь пением». Песня входила в постоянный репертуар молодёжного движения, так как тематически хорошо подходила в качестве образца. По словам Томаса Пеффермана, белоэмигранты, были «не только музыкальным образцом для подражания для многих людей, но и жертвами коммунистического режима, так что они предлагали себя для опознания, особенно после 1933 года». Бушер сообщает в прессу, что песня пелась в профсоюзных группах после 1933 года и содержала «бесчисленные слова наших мыслей и чувств».